# Sundair
Sundair — німецька чартерна авіакомпанія, зі штаб-квартирою у Штральзунді, та базами в аеропортах Берлін-Тегель, Бремен, Дрезден та Кассель.

## Історія
У вересні 2017 року авіакомпанія отримала сертифікат експлуатанта та розпочала роботу 1 липня 2017 року з рейсами до Іракліона та Хургади. Після банкрутства авіаперевізника Germania — авіакомпанії, для якої Sundair раніше здійснювала мокру оренду, Sundair оголосила, що буде базувати літаки в аеропорту Дрездена та Бремена і візьме на себе декілька маршрутів Germania.

## Напрямки
Напрямки на листопад 2018:
Єгипет
- Хургада (аеропорт)

Німеччина
- Берлін-Тегель, базовий
- Бремен (аеропорт), базовий
- Дрезден (аеропорт), базовий
- Кассель (аеропорт), базовий

Греція
- Корфу (аеропорт)
- Кос (аеропорт)
- Родос (аеропорт)

Ліван
- Бейрут (аеропорт)

Іспанія
- Фуертевентура (аеропорт)
- Лансароте (аеропорт)
- Гран-Канарія (аеропорт)
- Тенерифе-Південний (аеропорт)

Туреччина
- Анталія (аеропорт)

## Флот

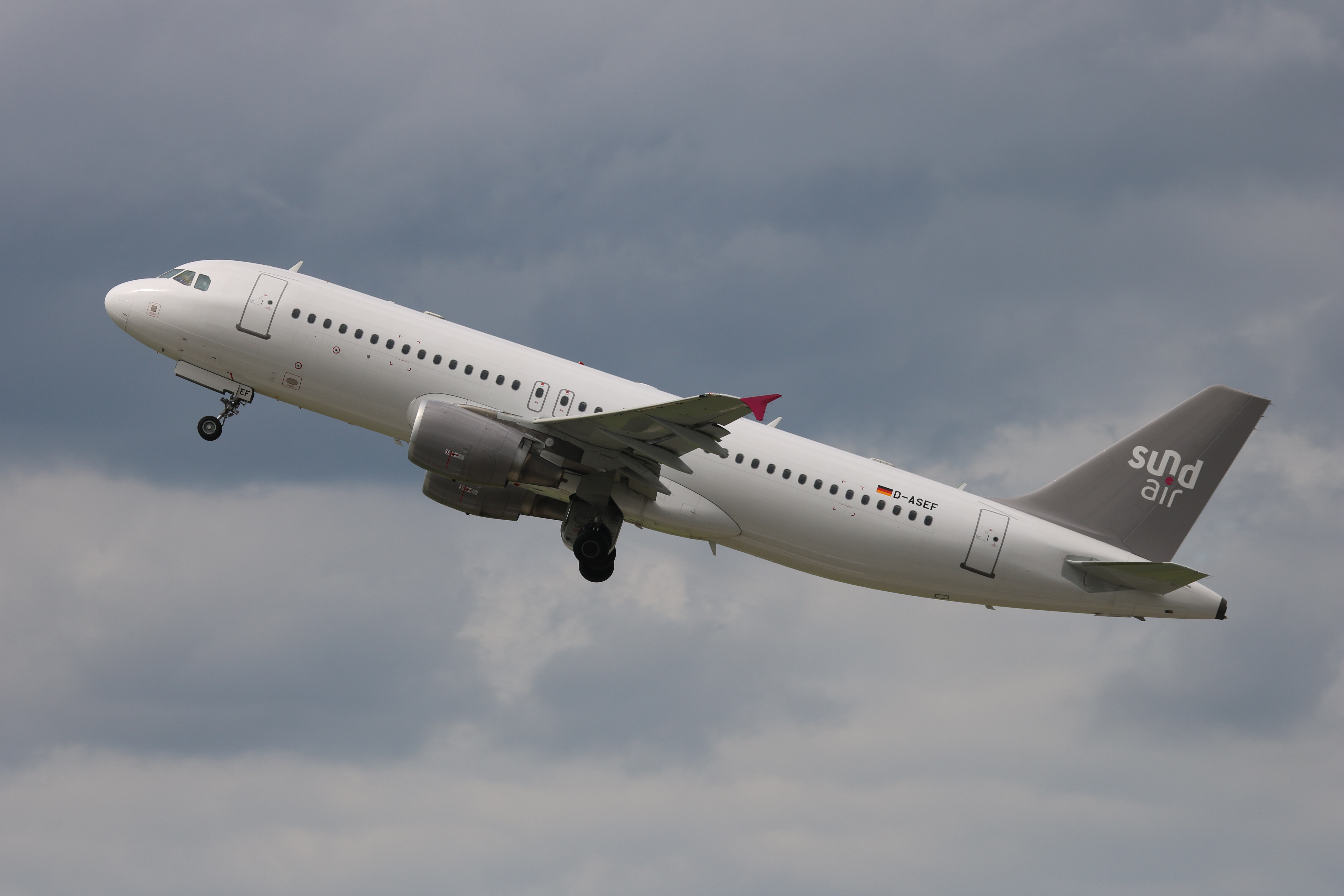
Sundair Airbus A320-200

Флот на березень 2020:
| Тип             | В дії | Замовлено | Пасажирів | Примітки |
| --------------- | ----- | --------- | --------- | -------- |
| Airbus A319-100 | 2     | —         | 150       | —        |
| Airbus A320-200 | 5     | —         | 174 180   | —        |
| Разом           | 7     | —         |           |          |